# Schulmania aenigmatosa
Schulmania aenigmatosa is een microscopische parasiet uit de familie Sinuolineidae. Schulmania aenigmatosa werd in 1983 beschreven door Kovaljova, Zubchenko & Krasin. 